# M.U.S.H.A.
M.U.S.H.A.: Metallic Uniframe Super Hybrid Armor (conocido en Japón como Musha Aleste: Full Metal Fighter Ellinor (武者アレスタ?)) es un videojuego de 1990 del género Matamarcianos, particularmente un scrolling shooter desarrollado por Compile y lanzado por Toaplan en Japón y Seismic en Estados Unidos. Es parte de la serie de videojuegos Aleste. Sigue siendo un juego popular para los coleccionistas de Mega Drive, alcanzando precios elevados en eBay. Se encuentra también disponible para la Consola Virtual de Wii, donde se presentó en Norteamérica  el 19 de enero de 2009. En las regiones PAL el lanzamiento se realizó el 17 de julio del mismo año.
En la versión estadounidense, M.U.S.H.A. es acrónimo de Metallic Uniframe Super Hybrid Armor.

## Jugabilidad
MUSHA es un shooter de desplazamiento vertical. El jugador asume el papel de Terri, una piloto que pilota un vehículo mecha especialmente diseñado con armamento avanzado llamado MUSHA. Es enviada a luchar contra el superordenador Dire 51, construido por humanos, que ha empezado a atacar la Tierra desde el espacio en el año 2290. Las convenciones del juego se mantienen en gran medida de los anteriores títulos de Aleste. El jugador dispone de un arma principal que puede potenciarse recogiendo "Power Chips". También hay tres armas especiales diferentes que se pueden recoger: láseres perforantes, explosivos de fuego y escudos giratorios. Se pueden mejorar si se coge la misma arma que se está utilizando en ese momento. Si recibes un impacto con un arma especial equipada, perderás el arma especial pero seguirás vivo. Si te golpean sin un arma especial, perderás una vida.: 14-15 Por cada tres Fichas de Poder recogidas, el jugador obtiene un dron similar a los de la serie Gradius. Sólo se pueden equipar dos drones en un momento dado; los extras se guardan. Estos drones pueden ajustarse a uno de los seis modos de ataque, como apuntar hacia delante, hacia atrás o girar alrededor del jugador